# Bálint György (író)
Bálint György (Budapest, 1906. július 9. – Oroszország, Sztaronyikolszkoje, 1943. január 21.) magyar író, újságíró, kritikus, műfordító.
A humanizmus, a polgári és demokratikus értékek egyik legjelentősebb őrzője és képviselője, a publicisztika kiemelkedő alkotója a két világháború közti magyar irodalomban.

## Életpályája és munkássága

### Származása, családja
Brauner Ármin banktisztviselő (később a bank egyik igazgatója) és Hoffmann Kamilla fia. (A Holokauszt Emlékközpont oldalán Bálint György eredeti neveként Österreicher szerepel. Ugyanez olvasható egy másik honlapon is, mely szerint ráadásul az apa neve csak 1887-ig lett volna Österreicher.)
Anyai ágon dédapja Pápán gabonakereskedő volt. Lányát (Lőwy Betty) Hoffmann Sándor nagykanizsai fakereskedő vette feleségül. Házasságukból született az író anyja, Hoffmann Kamilla (szül. Nagykanizsa, 1881. február 26. – ?), majd Győrbe költözésük után fiuk, Jenő (később a holokauszt áldozata lett). Hoffmann Sándor itt már egy biztosító-társaságnál dolgozott; lánya, Hoffmann Kamilla szintén Győrött járt tanítóképzőbe, majd 1902-ben Budapesten szerzett polgári iskolai tanítónői oklevelet. Utána három évig tanított.
Apai nagyapja Brauner Móric (Tura, 1841 vagy 1842 – Budapest, 1912) magánhivatalnok. 1868-ban Fisch Idával († 1932 körül) kötött házasságukból öt gyermek született, másodikként az író apja, Brauner Ármin (Nagyszocóc, Turóc vármegye, 1876. május 19. – Budapest, 1945. február 12.). Feltételezhető, hogy gimnáziumot végzett, hiszen tudott görögül, latinul, és fia tőle hallott először az ókori görög írókról. A Felvidéken élt család később a fővárosba költözött. Az író szülei ott kötöttek házasságot 1905. augusztus 20-án, és alig egy évvel később született fiuk (egyetlen gyermekük). Az apa vezetéknevüket 1907-ben Bálintra magyarosította. Ekkor a család a Podmaniczky utcában lakott. 1910 körül az akkori Ügynök utca 8. számú ház (a későbbi Kresz Géza utca 16. szám) háromszobás lakásába költöztek, ott lakott az író az 1930-as évek elejéig.
Amíg az apa dolgozott, a család jómódban élt: bejárónőt tartottak, kisfiuk mellé német nyelvtanárnőt fogadtak, később angolra és franciára is taníttatták, Ausztriába jártak nyaralni. A családot az író határozott, erős akaratú anyja uralta. Házasságkötése után végleg felhagyott a tanítással és lényegében a családfői szerepet töltötte be, fiát szigorú nevelésben részesítette. Visszahúzódó, halk szavú férje a Magyar–Olasz Bank jogelődjénél a titkárságot vezette és igazgatói címet viselt. Ennek ellenére a köztársasági államformát, a polgári demokratikus átalakulást képviselő nézetekkel szimpatizált. Bálint György csöndes,  kissé zárkózott alkatával inkább apjára hasonlított.

### Iskola és pályakezdés
Az elemi iskola után, 1916-tól a Markó utcai Berzsenyi Dániel Gimnáziumban tanult, 1924-ben érettségizett. Párhuzamos osztályba járt Rózsa Ferenccel, és egy osztállyal feljebb tanult Fürst Sándor is, később mindketten az illegális kommunista párt meghatározó alakjai. Részt vett az iskolai önképzőkör tevékenységében, nyolcadikos korában franciából és angolból készült versfordításaival pályadíjat nyert; ekkor már önálló verseket írogatott és olaszul is tanult. Barátaival egyik osztálytársánál, Csillag Sándoréknál rendeztek találkozókat, abban a Kádár utcai lakásban ismerkedett meg osztálytársa testvérével, leendő feleségével, Csillag Verával.
1924-ben érettségizett a Markó utcai gimnáziumban. Érettségi után jelentkezett a budapesti egyetem bölcsészkarának magyar–francia szakára, de felvételét elutasították. Ebben közrejátszott a numerus clausus törvény (1920), mellyel a nemzetiségieket és a zsidókat létszámkorlátozással akadályozták meg a továbbtanulásban. Ugyanebben az évben apját a banktól idő előtt nyugdíjazták, és Bálint Györgynek kereset után kellett néznie. Apja kérésére elvégezte a Kereskedelmi Akadémia egyéves tanfolyamát, de közben a Nyugathoz beküldött versei közül kettő megjelent az 1925. áprilisi számban.
Pályáját Az Est Lapoknál kezdte 1926-ban. Verseinek köszönhetően és nagybátyja segítségével jutott el Mikes Lajoshoz, Az Est-lapok irodalmi szerkesztőjéhez. 1926 végén fölvették a rendőri riporter segédjének, de hamarosan önálló interjúkat is készített, és nyelvtudása révén őt küldték ki az ideérkezett hírességekkel interjú készítéséhez. Így indult el alulról az újságírói, írói pályán, mely a következő évtizedben egész életét betöltötte.

### További életútja
1929-től 1939-ig elsősorban a Pesti Napló munkatársaként, közben a Daily Express és az amerikai Hearst-lapok tudósítójaként is dolgozott. Az Est-lapok Miklós Andor sajtóbirodalmához tartoztak (amit 1933. évi halála után felesége, Gombaszögi Frida vett át). Az Est kimondottan bulvárjellegű, a Magyarország konzervatívabb, a Pesti Napló pedig némileg igényesebb, színesebb és terjedelmesebb lap volt. Bálint György írásainak többsége az utóbbiban jelent meg, a kötelező feladatok mellett viszonylag szabadon választhatott témákat. Első versei után a Nyugat novelláját is közölte (Megújhodás, 1926). 1928-ban kezdődött regényfordítói tevékenysége, 1929-ben pedig megjelent első kötete, a Strófák. Ez a – saját költségén kiadott – versgyűjtemény egyben az utolsó is volt, mivel a versírást teljesen kiszorította a kispróza, a publicisztika.
A Strófák kötet borítóját Csillag Vera (1909. december 5. – Ausztrália, Sydney, 1997. április 29.) tervezte, akivel 1933-ban kötött házasságot. Csillag Vera apját, Csillag Béni ügyvédet 1944 októberében nyilasok ölték meg; anyja túlélte a háborút, 1967-ben halt meg. Fiuk, Csillag Sándor a zsidóüldözés miatt 1939-ben kivándorolt Ausztráliába. Csillag Vera a gimnázium után művészeti iskolában tanult, majd Bortnyik Sándornál képezte magát és grafikus, tipográfus lett. Házasságkötésük után, 1933. májustól egy-másfél évig Budán, a Keleti Károly utca 35. szám alatt laktak, majd Pesten a Szent István park 5. számú ház kétszobás lakásába költöztek. (Bálint György szülei már Budán laktak, a Trombitás út egyik kertes házában.)
A Pesti Napló mellett közreműködött az 1935-ben indított Gondolat című lap szerkesztésében is, amely szintén sok cikkét közölte, és amely csakhamar az illegális Kommunisták Magyarországi Pártja legális lapja lett. 1936-tól az új szerkesztő, Mihályfi Ernő invitálására a Magyarország szerkesztésében is részt vett, ebben a lapban számos rövid jegyzete név nélkül jelent meg.
1939-ben Az Est-lapokat feloszlatták: Az Est új címen jelent meg, a Pesti Napló megszűnt, a Magyarország pedig Teleki Pál lapja lett (új szerkesztője a Felvidékről érkezett Szvatkó Pál volt). Már alig maradt lap, ahol Bálint György publikálhatott. Az Újság, a Népszava, a Magyar Csillag közölte egyes írásait. A zsidótörvények miatt azonban belső munkatársként (havi fizetésért) már sehol nem alkalmazhatták, cikkeiért alkalmanként fizettek honoráriumot. 
A megfeszített munka mellett szinte minden évben rövid nyugat-európai utazást is tett, később feleségével együtt. Az utazások élményanyagából is hosszabb-rövidebb munkák születtek (Történelem, Görög máglya, Krikett, Spanyolországban jártam, stb.).

### Emigrálási kísérlete
1939. évi londoni látogatása azonban már nem turistaút volt. A fasizmus általános térnyerése és a magyarországi zsidótörvények fenyegetése miatt feleségével elhatározták, hogy emigrálnak. Mindketten megkapták úti okmányaikat, de végül Bálint György május 15-én egyedül utazott el, hogy megélhetési lehetőséget keressen; felesége később követte volna. Mivel nem sikerült megfelelő lehetőséget találnia, július 15-én hazajött. Az itthoni helyzet azonban gyorsan változott, a szélsőjobboldal nagyon megerősödött, a háborús készülődés fokozódott. „Augusztusban ismét vízumot kért, de az angoloktól nem kapta meg a beutazási engedélyt. Így maradtak itthon, egyre elviselhetetlenebbé váló körülmények között.”

### Katonaság, munkaszolgálat, börtön
Mielőtt elindult volna Londonba, kétszer is behívták katonának. Hazatérése után, októberben újból be kellett vonulnia, nem is utoljára.
- 1938 őszén hívták be először katonának kiképzésre; három hónap elteltével, karácsony előtt leszerelt, utána két hónapig betegeskedett
- 1939-ben kora tavasszal Vácra hívták be, április végén szerelték le; közben néhány hétig Léván szolgált
- 1939 őszén ismét bevonult, ekkor csak hat heti kiképzésre, Tápiósülybe
- 1940-ben is kapott behívót, de előtte orvos-ismerőse segítségével befeküdt egy szanatóriumba, így mentesülhetett a szolgálat alól
- 1941 májusában ötödször is behívták, ezúttal már nem katonának, hanem munkaszolgálatra. Gödöllőre vonult be, onnan Tokajba került, majd Újverbászra vitték munkára; augusztus végén térhetett haza
- 1942 április elején letartóztatták és fél évig a Margit körúti börtönben vizsgálati fogságban tartották (Cserépfalvi Imrével együtt); szeptember 12-én szabadult. Valamilyen szervezkedésben való részvétellel gyanúsították, de ennek nem volt reális alapja, bírósági tárgyalásra sem került sor
- 1942 október 27-én vonult be utolsó munkaszolgálatára Gödöllőre, „különleges munkásszázad”-ba, vagyis büntetőszázadba; egy hónappal később, november 27-én indították el szerelvényüket Ukrajnába. Bálint György ott halt meg 1943 január 21-én.

Eltünt, – koppan a hír. 

És dobban, dermed a szív bent.

Két bordám közt már feszülő, rossz fájdalom ébred,

reszket ilyenkor s emlékemben oly élesen élnek

régmondott szavaid s úgy érzem testi valódat,

mint a halottakét –

Mégsem tudok írni ma rólad!

Radnóti Miklós: Ötödik ecloga (Bálint György emlékére)

## Munkásságáról
Versei kevésbé voltak sikeresek, mint prózája. Kiemelkedőek tárcái, szatirikus cikkei és egyes prózai műfordításai. A humanizmus volt az életeszménye, írásaival küzdött a fasizmus térhódítása ellen és a szegénység felszámolásáért. Ostorozta a népi írók és az urbánusok ellentétét. Kassák Lajos individualista megnyilvánulásait bírálta, de méltatta Egy ember élete című önéletírását; vitatkozott Füst Milánnak és Kosztolányi Dezsőnek a háborúra vonatkozó felfogásával, de magasra értékelte Kosztolányi Édes Anna című művét. Babits Mihály és Thomas Mann műveit tartotta legtöbbre.
Gyorsan és pontosan dolgozott. Az írásait tartalmazó szakbibliográfia 1135 címet sorolt fel az 1960-as évek végén, azóta ez a szám gyarapodott. Különféle sajtóműfajokban alkotott, mestere volt a publicisztikának és a kritikának. Rövid jegyzeteinek sora „egy kivételesen erős intellektus és érzékeny kedély napi reflexiója, folyamatos pere a háború felé rohanó világgal és azokkal, akiknek  megérte háborút hozni a világra. (…) írásain tévedhetetlenül fel lehet ismerni az ő keze nyomát. Rá lehet ismerni jellegzetesen tömör stílusára, a finom gúnyra, fölényesen biztos ítéleteire, és mindenekelőtt: rá lehet ismerni szilárd és egységes világnézeten alapuló, bátor véleményére.
Kritikusi alkatát és munkásságát egy kutatója így jellemezte: „Teljes emberségével vett részt a bírálatban: biztos tudással és tárt lélekkel, szilárd elvekkel és türelmesen, érett ízléssel és hajlékony olvasóként, önérzetesen és tisztelettel. Jókedvvel és rezignáltan, esendően, »egyre sokasodó lelki vereségeivel« és mindig vértezetten. Jelentékenyebb bíráló volt nálánál, de szövetségre termettebb nem volt.”

## Regényfordításai
Fordításai a megjelenés sorrendjében:
- John Galsworthy: A túlsó parton (1929)
- Pierre Mac-Orlan: Dinah Miami (1929: folytatásokban a Pesti Napló-ban; 1930: könyv alakban)
- Alfred Machard: Hajsza (1930)
- Eberth Ingeborg: Kreuger (Ivar) gyufakirály szerelmei (1932)
- Sinclair Lewis: Egy modern asszony szíve (1933)
- Charles Dickens: A Twist-gyerek kalandjai (1934). 1957-ben a Móra Ferenc Könyvkiadónál Twist Oliwer címmel jelent meg
- Sinclair Lewis: Művészek  (1934)
- John Galsworthy: A várakozó (1934)
- John Galsworthy: A virágzó vadon (1935)
- Nathaniel Hawthorne: A skarlát betű (1935)
- Sinclair Lewis: Ez nálunk lehetetlen (1936)
- Aldous Huxley: Légnadrág és társai (1936)
- Ann Bridge: Griffmadár (1940)
- Stuart Cloete: A harcos nép (1940)
- John Knittel: Marokkói kaland (1940)
- John Knittel: Therese (1941).

## Kötetei (válogatás)
- Strófák (versek). [A címlapon Csillag Vera linóleummetszete.] (1929)
- Az idő rabságában (karcolatok) (1935)[18]
- Odisszeusz, vagy Az óvatosság; Gondolat, Bp., 1936 (Gondolat-könyvtár)
- Jégtáblák, könyvek, koldusok : [magyar esszék, szociográfiák]. (1937)
- Az állatok dícsérete (1938)[19]
- Spanyolországban jártam (1938)[20]
- Búcsú az értelemtől : [naplójegyzetek] (1940)
- Veszély Ázsiában : [nemzetiségi kérdésről] (1940)[21]
- Bálint György–Fellegi István: Színészekről szól; Hajnal Ny., Bp., 1941
- Emberi méltósággal : [esszék, karcolatok] (1947)
- A szavak felkelése : válogatott cikkek (1954)[22]
- A toronyőr visszapillant : cikkek, tanulmányok, kritikák. Szerk. Koczkás Sándor – Magyar István (1961)[23]
- A tintahal : publicisztikák : [válogatás A toronyőr visszapillant c. kötetből] (1964)[24]
- A toronyőr visszapillant. Cikkek, tanulmányok, kritikák, 1-2.; szerk., utószó, sajtó alá rend., bibliogr. Koczkás Sándor, Magyar István, jegyz. Rét Rózsa, Kristó Nagy István; 2. bőv., átdolg. kiad.; Magvető, Bp., 1966
- Az utolsó percek : [cikkek, jegyzetek] (1971)[25]
- Rejtsd el az örömöd : versek (1974)[26]
- Rapszódia az íróasztal mellett; vál., szerk., utószó Koczkás Sándor; Ifjúsági Lapkiadó, Bp., 1976
- Spanyolországban jártam; előszó, jegyz. Szigethy Gábor; Magvető, Bp., 1983 (Gondolkodó magyarok)
- Babits és Bálint György. Levelek, cikkek, tanulmányok; szerk., jegyz. Téglás János; Ságvári Nyomdaipari Szakközépiskola és Szakmunkásképző Intézet, Bp., 1987 (A nyomdaipari szakközépiskola kiadványai)

## Emlékezete
1986-ban a Magyar Újságírók Országos Szövetsége róla nevezte el az újságíróképzéssel foglalkozó oktatási intézményét, mely ma Bálint György Újságíró Akadémia címen működik.